# Martinezidium galileoae
Martinezidium galileoae là một loài bọ cánh cứng trong họ Bọ hung (Scarabaeidae).